# 擬洋風建築

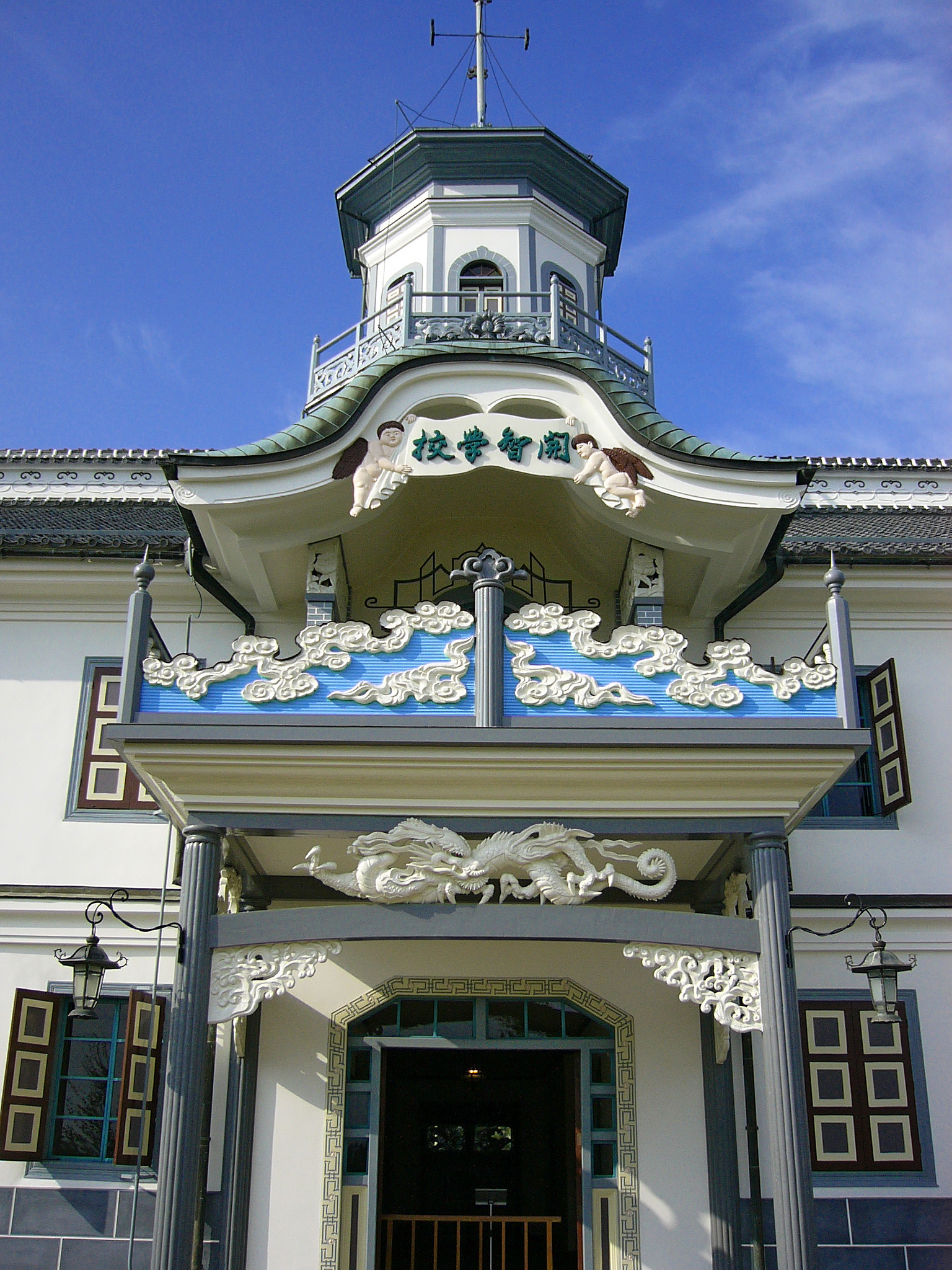
開智學校

擬洋風建築（日语：ぎようふうけんちく）是日本在明治時代初期出現的一種建築，主要有學得近代技術的木工設計施工。這種建築雖然有由來自西洋建築的外形，但同時融合了西洋及日本風格，有時還帶有中國風格。擬洋風建築在明治10年前後達到修建高潮，但在明治20年之後就不再修建。現存的擬洋風建築代表作有開智學校、宇和島警察署等建築。